# Храми Херсона

### Християнство
- Римсько-католицька церква
  - Костел Пресвятого Серця Ісуса

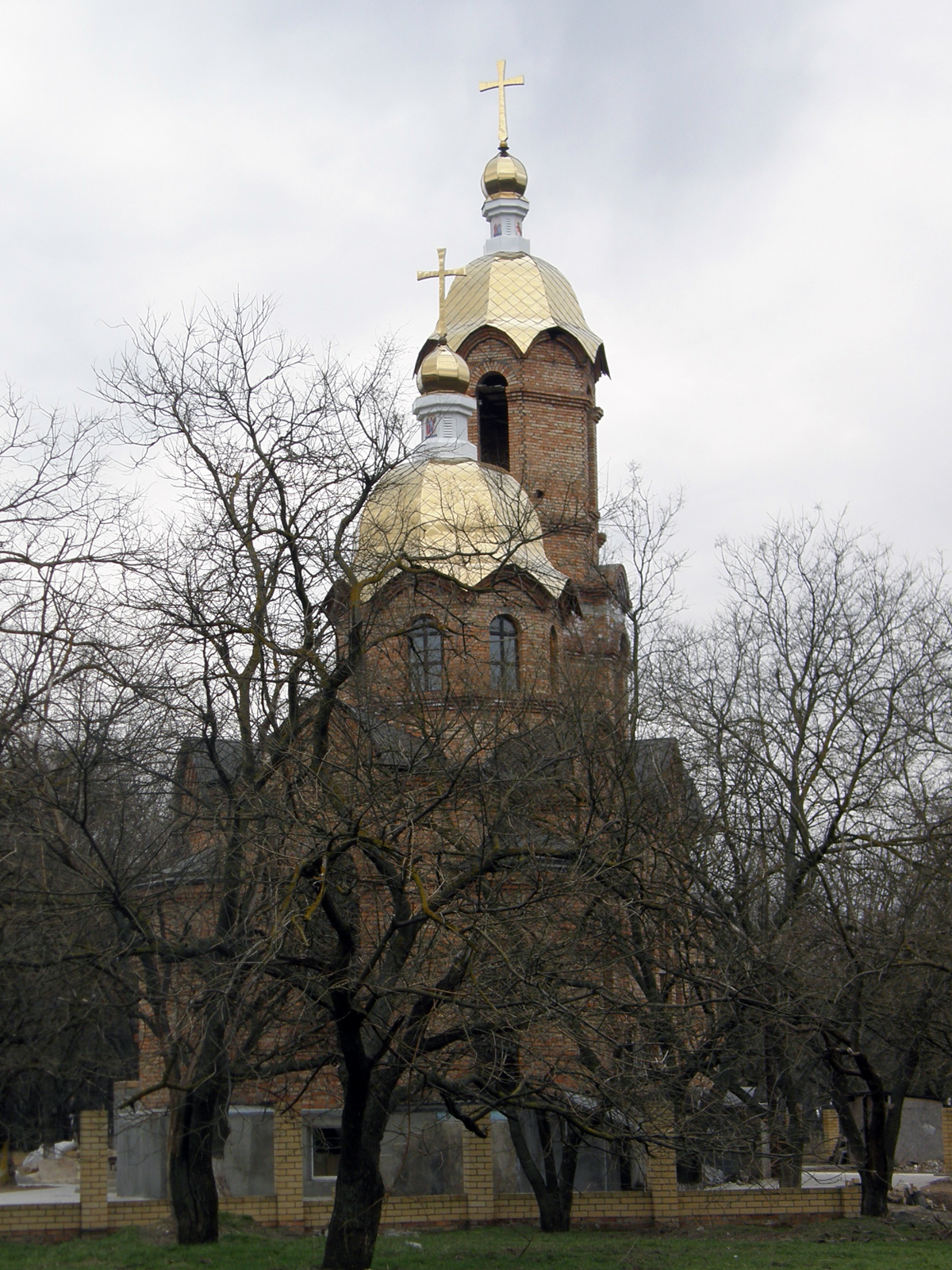
Храм Святого князя Володимира, 2009–2018

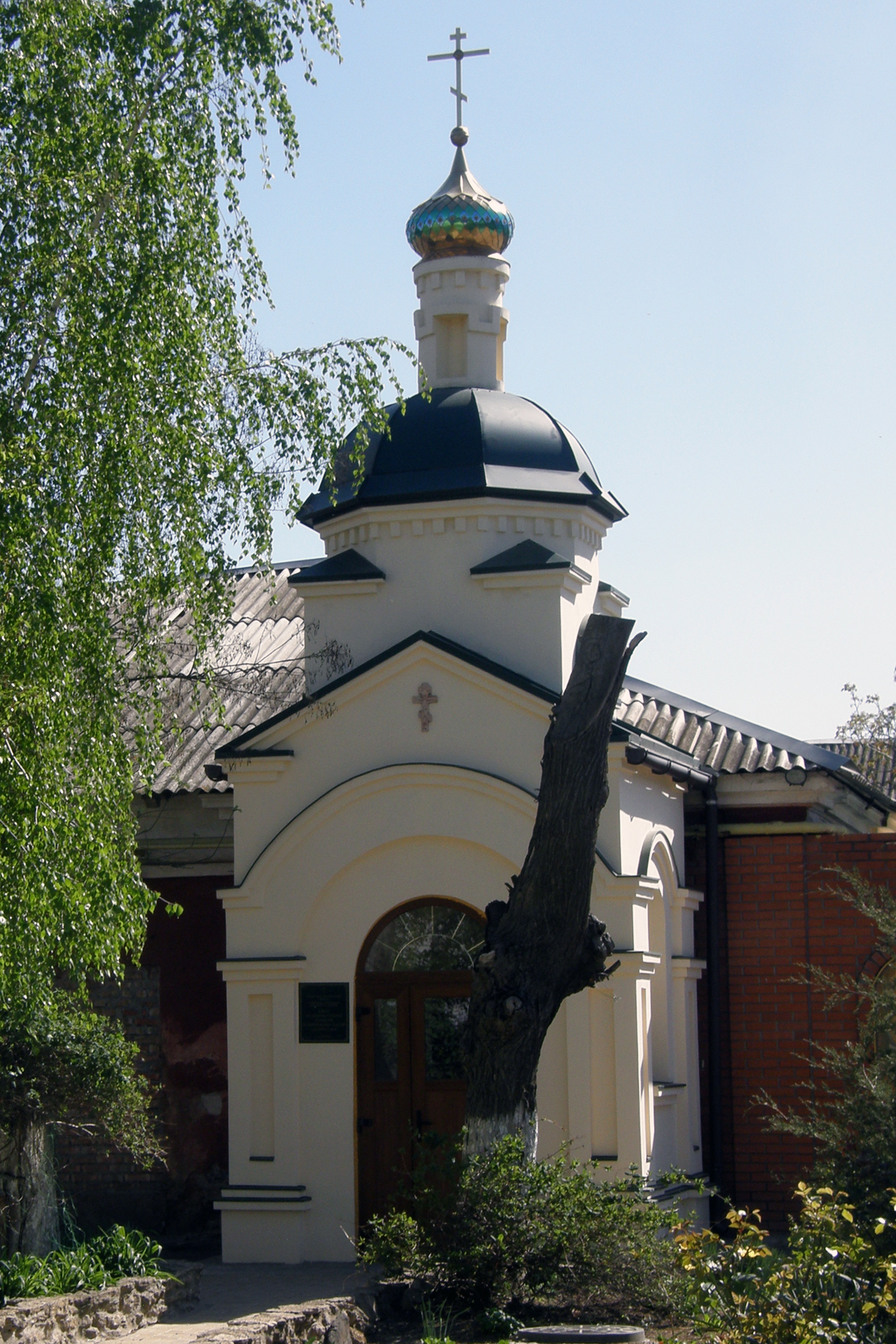
Храм святої Варвари в лікарні Тропініних

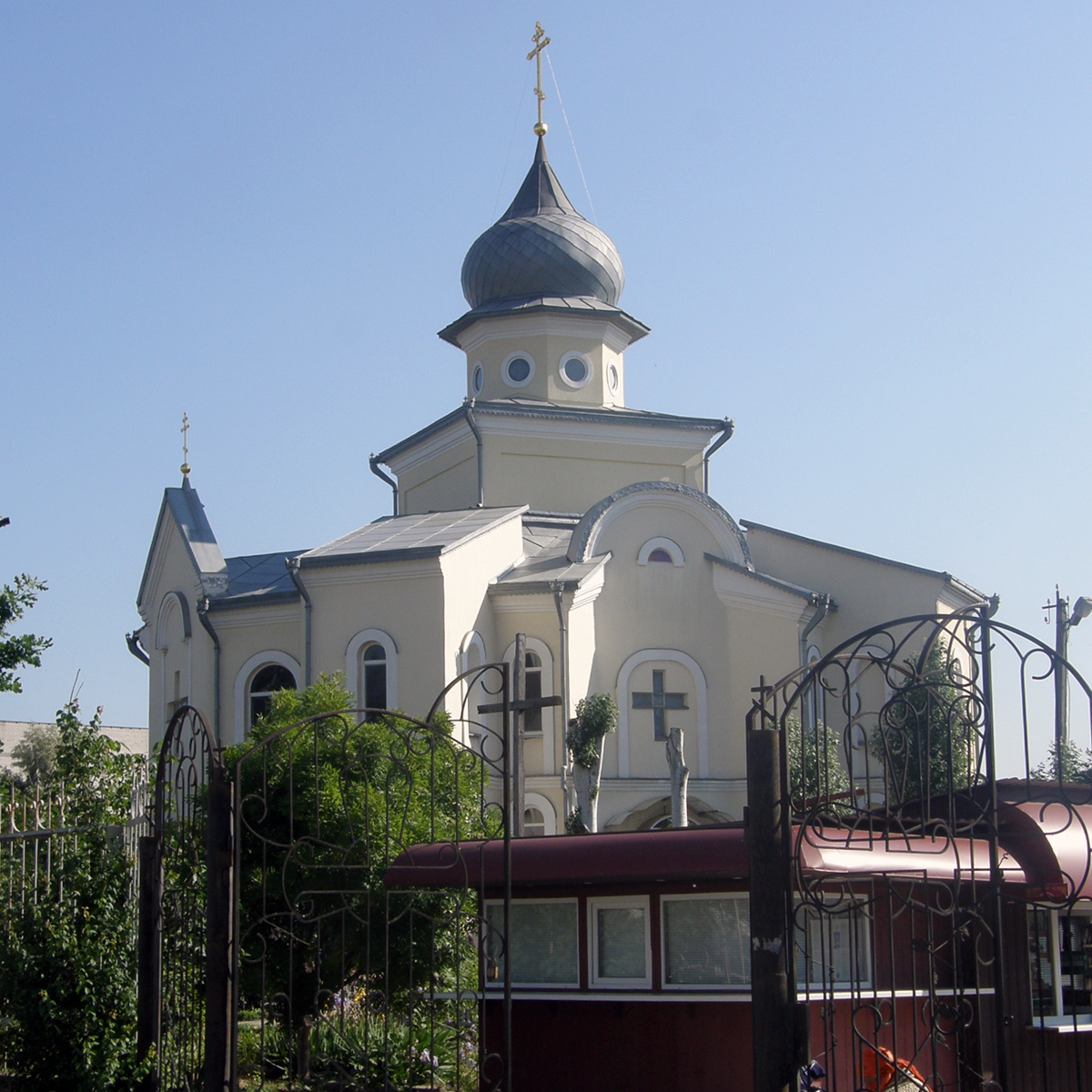
Хрестовоздвиженський храм, Таврійський масив, відкритий у 2001

- Українська греко-католицька церква
  - Церква св. Кирила та Мефодія
  - Монастир святого Володимира Великого

- УПЦ (МП)
  - Греко-Софійська церква
  - Катерининський собор
  - Свято-Миколаївський морський собор
  - Свято-Успенський собор
  - Святодухівський собор
  - Храм Всіх Святих
  - Храм Різдва Пресвятої Богородиці «Монастирок»

- Православна церква України
  - Собор Стрітення Господнього
  - Храм Покрови Пресвятої Богородиці
  - Храм святої мучениці Олександри
  - Церква святителя Петра Могили

- Протестантизм
  - Лютеранська кірха
  - Церква «Дім Євангелія» (Баптизм)
  - Церква «Спасіння» (П'ятидесятництво)
  - Церква адвентистів сьомого дня

### Юдаїзм
- Синагога Хабад
- Набережна синагога (колишня)

### Іслам
- Мечеть